# Sitscher Schützen

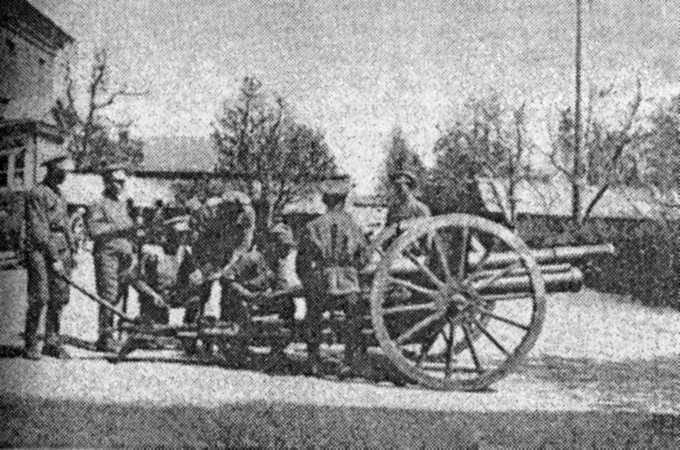
Sitsch-Schützen während des Ukrainischen Unabhängigkeitskrieges

Die Sitscher Schützen (ukrainisch Січові Стрільці Sitschowi Strilzi, polnisch Strzelcy Siczowi) waren eine reguläre militärische Einheit der Armee der Ukrainischen Volksrepublik.  Die Einheit war von 1917 bis 1919 im Einsatz und wurde aus ukrainischen Soldaten der österreich-ungarischen Armee, einheimischen Rekruten und früheren Kommandanten der Ukrainischen Sitscher Schützen aus Galizien gebildet. Die Sitscher Schützen erreichten eine Anzahl von bis zu 25.000 Mann, inklusive Artillerie, Kavallerie, Aufklärungs- und Maschinengewehr-Einheiten.
In Russland wurden sie als die Hauptfeinde der großrussischen Idee und als Masepa bezeichnet als Inbegriff eines Verräters. Tausende fielen bis 1921 im Kampf gegen die Bolschewiki.
Der Name geht zurück auf die Sitsch, die befestigten Lager der Saporoger Kosaken.